# أوروميا
شعب الأورومو هو أكبر قوميات جمهورية إثيوبيا الفدرالية بنسبة تتجاوز 39,5% من جميع سكان الجمهورية، بتعداد يتجاوز 35 مليون نسمة، هم بذلك أكبر الشعوب الكوشية تعداداً يليهم الشعب الصومالي بتعداد تقريبي يجاوز 18 مليون نسمة.

## التاريخ والنضال
يعد شعب الأورومو من أقدم الشعوب القاطنة لمنطقة القرن الأفريقي، إذ لا يوجد حتى الآن تقدير صحيح لتاريخ استيطانهم للمنطقة، إلا أن إشارات كثيرة توحي بأنهم يقطونون مواطنهم الحالية منذ ما يقارب 7000 سنة، وترد الدلائل إلى أنهم الرحم الذي انبثقت منه معظم الشعوب الكوشية الجنوبية الشرقية، كالصوماليين والعفريين، والساهو في إريتريا، والنوبين في مصر والسودان. وجزأ كبير من شعب غوراغي، وكانوا يستعملون ميناءهم التاريخي (زيلع) "Zeyla" في استيراد وتصدير البضائع كالمواشي والحبوب كأمثال الذرة والشعير والقهوة والجلود الحيوانية، ولا زالت القهوة الاورومية معروفة في العالم العربي إلى يومنا هذا باسم قهوة لقمتي وبن هرري حيث تمثل القهوة الاورومية 40% من الإنتاج العالمي حسب الدراسات المتوفرة هم من اكتشفوا القهوة لأول مرة في العالم ومن منطقة غرب جما الاورومية. ومنذ عام 1970- لديهم جبهة تحرير اورومو والتي يرأسها حاليًا السيد داؤود ابسا تناضل لنيل حق تقرير المصير لشعب اورومو الكبير حيث نسبتهم تمثل 40 مليون نسمة من سكان إثيوبيا البالغ130 مليونًا : وأخر التطورات على النحو التالي : - 
- النضال السلمي  : جوهر محمد : الذي يؤمن بفكرة الثورة الشعبية السلمية ،،واستطاع هذا الشباب قيادة ثورة شعبية في الداخل وفي الخارج في المهجر مع مكونات اثيوبية أخرى باسقاط نظام وياني عام 2018م ،الذي يحكم أثيوبيا منذ 1991، والإتيان بحكومة أبي أحمد وهو من أرورمو منطقة جما .
- ومازال يناضل لتصحيح مسار الثورة من اجل تطبيق العدالة الإجتماعية من أجل تحقيق مكاسب ديمقراطيبة الصحيح ومبدأ الحكم الرشيد قومية أورمو خاصة،  لجميع لشعوب إثيوبيا عامة  .
-النضال المسلح : تقوم جبهة(ABO- ( OLF  بحمل السلاح ضد حكومة أبي أحمد ، حيث أنهم يعتبرونه منقلبا على مسار الثورة الديمقراطية التي أتت به إلى الحكم ، وأنه يؤسس لحكم دكتاتوري آخر في البلاد .

## الجغرافيا
بعد الثورة التي أطاحت بحكم الديكتاتور منجستو هيلا مريام (أمهري الأصل والهوى)، حصل الشعب الأورومي على حكم ذاتي صوري، ضمن إقليم (كلل) يشكلون فيه الأغلبية، بمساحة وقدرها 353,690 كيلو متر مربع، عاصمته مدينة (نازريت = الناصرية / أداما قديما)، يحده أقاليم العفر والأمهرة وبني شنقول من الشمال، والحدود الكينية من الجنوب، والإقليم الصومالي - الغربي - من الشرق، ولهم امتداد عميق وواسع داخل الأراضي الكينية مجاورين للمناطق الصومالية شمال وشمال شرق كينيا، إلا أن حركة تحرير شعب الأورومو تدعو إلى استعادة إقليم مساحته 600000 كلم مربع تكون عاصمته (أديس أبابا/ فين فينِّه – قديما -).

## أهم المدن
- مدينة أديس أبابا وكان اسمها الأورومي (فنفيني- Finfeni) أو شغر ديرداوا وهي عاصمة إقليم هرر السياسية والادارية وتسمى أيضًا بشغر Shgare.
- مدينة نازريت - الناصرة - وكان اسمها الأورومي (أداما).أهم الأقاليم

## الأقاليم في إثيوبيا
- اقليم أرسي
- اقليم بالي
- اقليم بورنا
- اقليم هررغي
- اقليم وللغا
- اقليم وللوا
- اقليم جيما
- اقليم شوا
- اقليم غوجى
- الو ابابورا
- غوجام

## الأقاليم في كينيا
أما في كينيا فنطاق الأورمو فيمتد من الشمال حيث الحدود الإثيوبية، حتى حدود قبائل البجون الصومالية في بوني، ويوازيه شرقا الإقليم الصومالي، أما غربا فيحده شعوب رندللي وكيكويو ومنطقة تياتا.

## المحافظات
'أوروميا تتكون من المحافظات التالية: أرسي - بالى - هررغي - شوا - إيلو ابابور - ولو - بورنا - وللغا - جما
والقبيلة التي تقطن في هذه تسمى أورومو وهو شعب كبير وعريق ويبلغ تعدادهم حوالي 40 مليون نسمة 70% في المائة مسلمون والبقية مسيحيون وديانات أخرى وهذه المناطق والمحافظات هي التي تسمى اوروميا تم إسقاطها وضمها لدولة إثيوبيا الحالية.

## السكان
يتراوح عدد سكان (أوروميا) ما بين 35-40 مليون نسمة، يشكلون ما نسبته 35- 45% من تعداد السكان الكلي لأثيوبيا. تبلغ نسبة المسلمين من السكان، تبلغ نسبة المسلمين 55٪ - 60٪ من شعب الأورومو، ونسبة المسيحيون 40٪ - 45٪ .

## أكبر القبائل
الـ (برينتو / برينتوما):
- وللو
- يجّو
- إيتُّو
- كاريو
- انيا
- اتو
- ألا
- أوبورّا
- بابيلّي
- نوولي
- جارسو

الـ (بورانا):
- ماجا
- تولاما
- قوجي
- بورانا
- قبرا
- قرّي
- عروسي

## ما قاله المؤرخون
وقد وصف الأوروميين بعض المؤرخين بالبسالة والشجاعة. فيقول الدكتور محمد صبري (مؤرخ مصري) في كتابه (إفريقيا الشرقية) ص 129:
«إن الأوروميين يمتازون عن غيرهم بالبسالة والشجاعة والإقدام، ولذلك تتألف منهم خيرة الجنود، وهم من أنشط العناصر الموجودة في شرق إفريقيا في الحرب»، كما وصفهم في الكتاب نفسه «بأن الأوروميين من أكثر الأجناس الأفريقية بهاء وروعة».
وقد رآهم المبشر (كرايف) فأعجب بطلعتهم الحربية الفذة وطول قامتهم، وهم أذكياء يقيمون في المناطق الخصبة، ولهم منها مراع نضرة وأنعام كالهياكل (أي في الضخامة) وهم قوم ذو شجاعة وإقدام، يقيمون في الأماكن الوعرة في أعالي الجبال للبطش بأعدائهم. ومما أجمع عليه المؤرخون الأجانب أن الأوروميين اسـتطاعوا أن يحافظوا على عاداتهم وتراثهم القومي واستقلالهم عدة قرون حتى جاءت الموجات المتتالية من الاستعمار وخاصة الأحباش متعاونين مع أسيادهم الأوربيين فأخضعوهم لسلطانهم. ويقول بعض المؤرخين: «كان ذلك في منتصف القرن التاسع عشر الميلادي، وعند ذلك بدءوا المقاومة مع الغزاة الأجانب».

## أهم الشخصيات التاريخية
- الملك إياووس (ملك ملوك الحبشة) حكم أربع عشرة سنة 1755- 1769 نصف أورومي، استعان بالقادة الأقوياء من أخواله الأورومو في تثبيت حكمه، والقضاء على مناوئيه، وفرض لغة الأورومو على البلاط الحبشي في العاصمة (قوندار).
- علي الأول أمير ييجّو توفي سنة 1788، الوصي الحامي لملك ملوك الحبشة، وهو أمير (قوندار) بعد أن تحولت لعاصمة الحبشة، مؤسس مدينة (دبري تابور) التي أصبحت عاصمة لسلالة الحاكمة التي أسسها.
- على الثاني أمير ييجّو (1819-1866) الوصي الحامي لملك ملوك الحبشة، وهو أمير (قوندار) وهو في الثانية عشر من العمر، وهو ابن أمير ييجّو والأميرة مينين ليبين أميدي، التي أصبحت لاحقاً امبراطورة الحبشة، وهو حفيد قوقسا من زوجته الرابعة أماتا سيلاسي ابنة تكلا جيورجيس ملك ملوك الحبشة، بلغ من القوة والنفوذ درجة أنه كان يقوم بتنصيب ملك ملوك الحبشة، وخلعه وإعادة تنصيبه، كيفما دعت ضرورات مصالحه، فقد نصب الإمبراطور ساهلي دنقل وخلعه ونصب بعده قبر دنقل الذي توفي سريعاً، ليعيد ساهلي دنقل إلى الحكم بعد أن أمعن في إذلاله وتأديبه لطموحه، ورغم أنه كان يعتنق الديانة المسيحية بشكل رسمي إلا انه اتهم دائما بأنه يخفي إسلامه، خاصة أنه كان يزور قبر الأمير أحمد ابن إبراهيم الغازي (أحمد غري/ غران) ويتعبد قريبا منه، طلبا للنصر على أعدائه ومنافسيه.
- السيدة مينين التي غدت إمبراطورة في القرن الثامن عشر.
- الأمير محمد علي 1850-1915 الذي أطلق على نفسه اسم الملك ميكاييل ملك سيون، ولد في مقاطعة الوللو، وكان رجلا ذا نشاط وهمة دفعت الملك منيليك الثاني لتزويجه بابنته الكبرى بعد أن عينه قائدا للجيش وحاكما لمقاطعة شوا، فتحول إلى المسيحية وأطلق على نفسه اسم الأمير ميكاييل من مقاطعة وللو.
- (ملك ملوك الحبشة) إياسو الرابع ابن الملك ميكاييل ملك سيون حكم لثلاث سنوات حتى أطيح به جراء صلاته لثلاث ساعات في مسجد حين زيارته لمدينة هرر مع صديقه ومرافقه الدائم عبد الله الصادق، وقضائه عيد الفصح كله مع رعاياه من المسلمين في جو من الألفة، مما أثار حفيظة القساوسة وأطلقوا حوله الإشاعات والفضائح، خلال الحرب العالمية الأولى أطلقت دول التحالف دعايات أنه يساند دول المحور (الدولة العثمانية، الإمبراطورية الألمانية والإمبراطورية النمساوي الهنغارية)، وأنه أشهر إسلامه، كما اتهمه الإنجليز بدعمه للقائد الصومالي السيد محمد عبد الله حسن، وأعلن أنه ألقى خطابا امام حشد من القادة الصوماليين مستشهدا بالقرآن الكريم ومؤكدا إسلامه، خاصة أنه أشيع تأييده لفتوى للجهاد ضد المستعمرين أعلنت في (هرر)، وقد كانت واضحة نواياه في رفع شأن الصوماليين ليكونوا عماد ملكه، فتعرض للتمرد تلو الآخر وهزمت جيوش والده الذي هب لنجدته، وقاوم حتى لم يبق معه من الرجال سوى بضع مئات، ليقضي هو رجاله الأوفياء خمس سنوات في صحراء بلاد العفر، ويحاصر للمرة الأخيرة ويحكم عليه بالإقامة الجبرية في قصر ريفي مريح مدى حياته بعد فترة حكم قصيرة ويموت مسلما.
- الملك أبا جيفار الثاني 1878-1932 عاهل مملكة قيبي في جيمّار، قاوم سيطرة الملك هيلاسيلاسي، الذي هزمه واعتقله حتى توفي.

وغيرهم الكثير مما يعز على الحصر من علماء الدين الإسلامي وقادة العشائر والمقاومة والمثقفين والسياسيين والرياضيين وأصحاب المواهب الفذَّة في شتى العلوم والفنون. إن حقيقة أن الشعب الأورومي يعاني الاضطهاد والقمع منذ أكثر من مئة سنة، وما نراه من صور البؤس والمعاناة في حياة ووجوه من لجأ إلى بلادنا وراية وطننا منهم، لا يعني بشكل من الأشكال أن نسمح - نحن الصوماليين - لجهلنا بجزء مهم من تاريخهم، أن يؤدي إلى اعتبارهم جزءا من الشعب الصومالي، بل يكاد الشعب الصومالي والدماء التي تجري في عروقه وثقافته إن يكون منبثقا من شعب الأورومو مباشرة، أو نابعا من ذات البوتقة التي أنجبت شعب الأورمو وبقية شعوب كوش، لذا فلا بد من أن نبقى دائما السند الحقيقي لهم، ويبدأ ذلك بإعادة التقدير لهذا الشعب الشقيق العظيم، الذي على الرغم من محاولات (الحبشة) السياسية بالاحتلال، والثقافية بمصادرة اللغة، والدينية بالتنصير، لا زال مقاوما وقائما يدافع عن ثقافته ولغته ومعتقداته، رغم أننا نحن الصوماليين خذلناهم بانكفائنا وتناحرنا، ولا ننسينَّ أبدا أن الشعبين الصومالي والأورمي إنما هما قبيلتان شقيقتان لشعب أكبر واحد يمتد من شرق النوبة حتى شمال وشرق كينيا.
من المعروف تاريخيا أن سكان (قرن) أفريقيا يتكون من عنصرين اثنين:
- العنصر السامي: كالأمهري والتجراي. وهذان العنصران يقال أنهما نزحا من الجزيرة العربية.
- العنصر الحامي: الأصيل في المنطقة، وهذا العنصر يشكل مجموعة أوروميا والصومال وعفر وغيرهم.

وشعب أورومو يعتبر من أكبر هذه المجموعة من حيث عددهم، ورقعة مساحة أراضيهم، إذ يحد أراضي (أوروميا) شرقا صحراء أو جادين التي يطلق عليها الصومال الغربي حاليا، ويحدها من الغرب السودان، ومن الشمال تجراي وأريتريا وعفار، ومن الجنوب كينيا، وتتكون أراضي أوروميا من هضبات وسهول يتخلل تلك الهضبات العالية وديان سحيقة أو نهار سريعة الجريان التي تحمل كميات ضخمة من الطمي. وأراضي أوروميا تعد من أخصب أراضي قارة أفريقيا، تعيش على محصولها الزراعي بعض الدول المجاورة لها.
اللغة الأورومية يسميها أبناؤها (أفان أورومو = أف أورومو بالصومالية)، وهي من اللغات الكوشية شأن اللغة الصومالية، وتتشابه هاتان اللغتان إلى حد كبير حتى يكاد اعتبار اللغتين لهجة متفرعتين من اللغة الكوشين الشرقية الأم.
يدين أكثر من ثلثي الأوروميين بالدين الإسلامي، ويشكلون مركز ثقل بشريا كبيرا للمسلمين في الجمهورية الإثيوبية، إذ يشكل المسلمون 56% من السكان، ويشكل الأورومو منهم قرابة النصف.كما تدين نسبة لا بأس بها بالديانة المسيحية، منقسمة الطائفة المسيحية إلى فئتين، فئة اعتنقت الديانة المسيحية من أمراء القبائل الأورومية ليحصلوا على المزيد من النفوذ في البلاط الحبشي في (أكسوم وقوندار)، وفئة أكبر ممن تم تنصيرهم بالقوة، أو عبر الاستغلال كأقنان في أراضي أمراء الحبشة وكرادلة الكنسية الأرثوذكسية القبطية التي كانت ذات نفوذ واضح في إمارات الحبشة وممالكها. كما لا زال يعتنق بعض أبناء الأورومو الديانة الكوشية القديمة التي كان مركزها الإله الواحد (واق)، إضافة إلى ديانات آخرى.
دخل الإسلام إلى شعب الأورومو عبر (أكسوم)، بعد الهجرة الأولى والثانية إلى الحبشة، وساهم في نشره تدفق التجار المسلمين على إمارات الطراز الإسلامي، والاحتكاك المستمر بين المسلمين الصوماليين وإخوتهم من الأورومو، إضافة إلى الدور الكبير الذي لعبته إمارة هرر بقيادة الأمير (أحمد بن إبراهيم الغازي) – أحمد غري / غران بالصومالية والأورومية على التوالي.
وللأوروميين علاقة تجارية وسياسية قديمة مع الجزيرة العربية وقد انتشر الإسلام في قرن أفريقيا على أيدي تجار العرب ولا سيما الجنوبيين منهم، إذ حملوا إلى سكانه الإسلام مع تجارتهم وقد هاجر عدد كبير من تجار العرب إلى المنطقة، وخالطوا سكان المنطقة أثروا فيهم بكثير من عاداتهم وتقاليدهم. والجدير بالذكر أن المذهب الفقهي الذي يتمذهب به أولئك التجار هو المنتشر في المنطقة إلى يوم الناس هذا، وهو مذهب الإمام الشافعي (محمد بن إدريس القرشي).
ومما يذكر بهذه المناسبة أنه يقال إن الملك النجاشي تربى في صباه في الجزيرة العربية حتى أجاد اللغة العربية لذا لم يحتج إلى مترجم يترجم له كلام رئيس الوفد الذي أرسله رسول الله صلى اللّه عليه وسلم إلى الحبشة (جعفر بن أبى طالب) رضي اللّه عنه في أثناء المحادثة التي جرت بينهما، كما لم يحتج إلى الترجمة فيما تلاه عليه جعفر من القرآن الكريم من سورة مريم في أثناء الحوار الذي دار بينهما في شأن النبي الكريم عليه الصلاة والسلام، وفي شأن مريم واللّه أعلم.
أصحمة كان ملكا على الحبشة عند مبعث رسول اللّه عليه الصلاة والسلام. وكان مفهوم أرض الحبشة قديما أوسع مما عليه الآن، بل قد تتناول بعضا أراضي بعض الدول المجاورة في الوقت الحاضر. ومع ذلك كان مقر النجاشي في (تجراي) بالتحديد وقد ذكرت في بعض محاضراتي أن مقره كان في (أريتريا)، والصحيح ما ذكرناه هنا، وهو آخر المعلومات. وقد أخبرني شاهد عيان أن قبره معروف في (تجراي)، وإن كان القطران تجراي وأريتريا متجاورين كأنهما بلد واحد. وأما ما يقوله بعض الناس من أن مقره كان في شرق أراضي أورومو أو في بلد الصومال فخطأ فاحش، ويعد ذلك محاولة لتغيير حقائق تاريخية معروفة لدى العامة والخاصة.
أعود فأقول بعد هذا الاستطراد أن شعب أورومو على اتصال دائم بالجزيرة العربية، ولعل هذا مما ساعدهم على التمسك بدينهم واستماتتهم في سبيل المحافظة عليه. ولكن على الرغم من ضخامة عدده والحزم في تمسكه بدينه وأنه لا يبغي به بديلا، على الرغم من ذلك كله فقد عاش هذا الشعب نحو قرن منعزلا عن العالم ولا سيما العالم العربي والإسلامي، ويرجع سبب ذلك إلى الآتي: قد كان يتنافس في المنطقة عنصران اثنان:
- العنصر الأمهري الذين يدين في الغالب بالدين المسيحي الذي دخل المنطقة بعد الإسلام بفترة طويلة.
- العنصر الأورومي الذين يدين في أغلبيته بالإسلام.

فكل عنصر يحاول السيطرة على الموقف وإظهار دينه، واستعان المسيحيون بأهل ملتهم الأوروميين ليفوزوا في هذا السباق الديني. فبادرت أوروبا فلبت الطلب فدخلت الكنائس التبشيرية المنطقة التبشيرية بكل ثقلها، فأخذت تبشر بالمسيحية وربطت الكنائس الحبشية بالكنيسة الأم بروما حتى تتمكن من محاربة الإسلام بكل ما أوتيت من صلاحيات ونفوذ محلي وعالمي. هكذا سيطر المسيحيون على الموقف بعد أن وثقوا علاقتهم بـ أوربا وأمريكا سياسيا واقتصاديا وفكريا، فأنشأوا في قلب أراضي أوروميا إمبراطورية حبشية متوارثة في (أديس أبابا)، فأخذت الإمبراطورية تسوم المسلمين سوء العذاب، ولم تترك أي نوع من أنواع التعذيب والاضطهاد إلا عرض على المسلمين، انتقاما منهم على تمسكهم بدينهم واعتزازهم بإسلامهم محاولين ردهم عن دينهم، إلا أن محاولاتهم باءت بالفشل الذي لا يتوقعونه ولا يتوقعه أسيادهم الأوربيون، وللّه الحمد والمنة.
ويجدر بالذكر أن كثيراً من المسيحيين والوثنيين يعتنقون الإسلام طوعاً على الرغم مما يعانيه المسلمون من الأوربيين وغيرهم من المضايقة الشديدة. بل قد استطاع المسيحيون دون خجل أو حياء أن يقولوا اعتمادا على سلطانهم ونفوذهم أنه لا يوجد في الحبشة غير الدين المسيحي، وإن وجد أحد يدين بالدين الإسلامي فإنما هو من بعض الغرباء الذين نزحوا من الجزيرة العربية وهم أقلية في المنطقة. هكذا يذيع صوت الإنجيل بأديس أبابا، كدعاية مضللة يعرف عدم صحتها قائلها قبل سامعها، ولكنه يقول ويذيع لتضليل الرأي العام العالمي.
ولقد انخدع كثير من المؤرخين والجغرافيين من المسلمين فضلاً عن الأجانب وسجلوا فيما كتبوا عن الحبشة أن المسلمين في المنطقة أقلية جداً، وأن نسبتهم لا تزيد على 40 أو 50 % بينما أن النسبة الصحيحة أن المسلمين يشكلون 70 أو 75 %. وقد سجلت هذه النسبة في بعض الجهات العالمية الرسمية كـ رابطة العالم الإسلامي بمكة المكرمة في بعض اجتماعات المجلس التأسيسي للرابطة.
اضطر المسلمون في الحبشة ولا سيما الريفيون منهم إلى مقاطعة المدارس الحكومية التبشيرية لما يلاحظون من أن مدارسهم تحرص على التضليل وتشويه الإسلام والنيل من الرسول صلى الله عليه وسلم أكثر من حرصها على التعليم والتثقيف، إذ قد يدرسون في مناهجهم بعض الكفريات التي لا يفطن لها صغار الطلبة حتى ينشأ الطلبة على تصور الإسلام تصورا خاطئا، فيظنون أنه هو السبب في تأخير المسلمين وسيطرة المسيحيين عليهم، مع قلة عدد المسيحيين وكثرة عدد المسلمين. وهي شبهة جد خطيرة كما ترى. ولست بحاجة لأجيب على هذه الشبهة على خطورتها لأن المسلمين في إثيوبيا وغيرها جعلوا يدركون أن السبب تأخرهم وتسلط أعدائهم عليهم هو بعدهم عن دينهم الحق وتصورهم الخاطئ لمفهوم الإسلام حتى ظنوا أنه صلاة وصوم وحج وزكاة فحسب ولا شأن له في السياسة والإدارة وسائر مجالات الحياة، وكأن هذه السحابة أخذت تنفشع شيئا فشيئا ليتصور المسلم أن الإسلام دين ودولة، وعقيدة وسياسة وإدارة.
لما تأكد المسلمون من أن المدارس الإثيوبية عبارة عن دور تبشير فقرروا مقاطعتها كما أسلفنا، لم يجدوا بديلا إلا مساجدهم الأهلية التي ينشئونها على حسابهم فاتخذوها مدارس لأولادهم على نظام الحلق المعروفة لدى المسلمين الأولين قبل نظام التعليم الحديث. وإذا أراد طالب التوسع: للإطلاع على بعض المواد التي لا تدرس في تلك المساجد، هاجر إلى حيث الأزهر بالقاهرة، أو إلى السودان، أو إلى الجزيرة العربية مقر الحرمين الشريفين. هذه نبذة عن نظام التعليم في أوروميا. ولقد حافظوا بهذا النظام على دينهم وعقيدتهم ولغة دينهم اللغة العربية، فطلاب العلم الأوروميون الموجودون في الجامعة الإسلامية حاليا والذين تخرجوا فيها وغيرهم كالدارسين في جامعة الأزهر وغيرها كلهم تخرجوا على هذا النظام المذكور، وبالله التوفيق.
قاطع الأوروميون المدارس الإثيوبية للأسباب التي سبق ذكرها، استطاع الأوروميون الريفيون مقاطعة المحاكم الإثيوبية، فلا يتقدمون لها بأي دعوى في قضاياهم، فاصطلحوا أن يعالجوا مشكلاتهم بالتفاوض فيما بينهم حتى تنتهي المفاوضة إلى الصلح، (والصلح خير). وبالنسبة لجريمة القتل اصطلحوا على أن أولياء الدم لا يطالبون بالقصاص، بل يتنازلون إلى الدية والدية تتحملها قبيلة القاتل، لأن إقامة حد القصاص فيه لفت الدولة كما لا يخفى، إلا أن المصلحة تقتضي حل مشكلتهم بالصلح على الدية كما قلنا. ولهم نظم كثيرة خاصة استغنوا بها عن القانون المتبع عند الأحباش، وبعض تلك القوانين خاضع للدراسة حتى يرى هل يوافق الشريعة الإسلامية أو فيها نوع من المخالفة للشريعة!!